# Xenotrichula beauchampi
Xenotrichula beauchampi är en djurart som tillhör fylumet bukhårsdjur, och som beskrevs av Claude Lévi 1950. Xenotrichula beauchampi ingår i släktet Xenotrichula och familjen Xenotrichulidae. Inga underarter finns listade i Catalogue of Life.